# Nesim Turan
Nesim Turan (2 de marzo de 1992) es un deportista turco que compite en tenis de mesa adaptado. Ganó tres medallas de bronce en los Juegos Paralímpicos de Verano entre los años 2016 y 2024.

## Palmarés internacional
| Juegos Paralímpicos | Juegos Paralímpicos     | Juegos Paralímpicos | Juegos Paralímpicos |
| Año                 | Lugar                   | Medalla             | Prueba              |
| ------------------- | ----------------------- | ------------------- | ------------------- |
| 2016                | Río de Janeiro (Brasil) | Medalla de bronce   | Equipo 4-5          |
| 2020                | Tokio (Japón)           | Medalla de bronce   | Individual 4        |
| 2024                | París (Francia)         | Medalla de bronce   | Dobles MD8          |